# 황한준
황한준(1992년 3월 22일 ~ )는 대한민국의 축구 선수로, 포지션은 골키퍼이다.